# Robert Kretschmer
Pour les articles homonymes, voir Kretschmer.
Robert Kretschmer (29 janvier 1812-28 mai 1872), est un dessinateur et peintre prussien, connu pour ses illustrations dans le livre Brehms Tierleben d'Alfred Edmund Brehm.

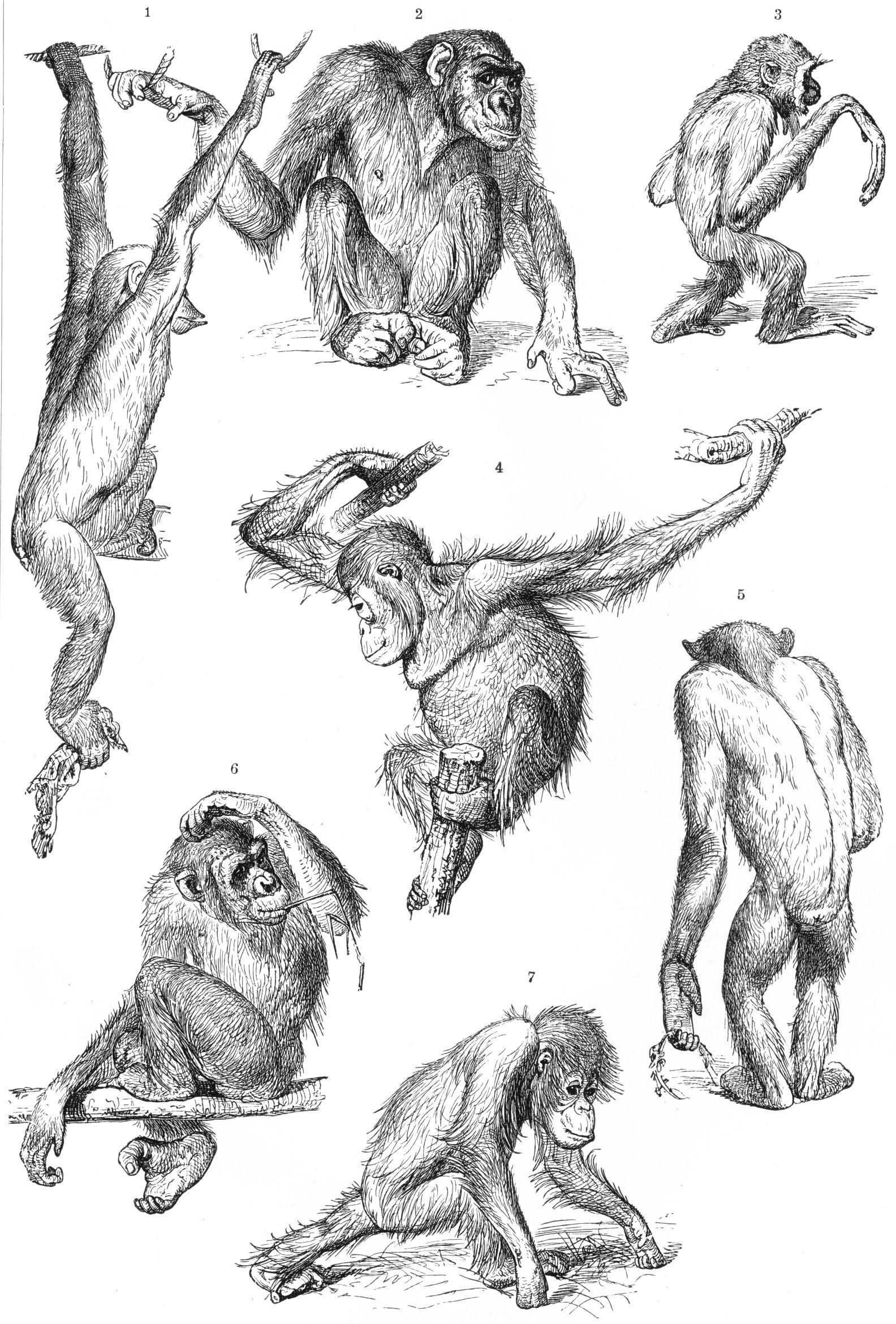
Dessins de primates par Robert Kretschmer